# Gare de Leyment
Ne doit pas être confondu avec Gare de Leymen.
La gare de Leyment est une ancienne halte ferroviaire française de la Lyon-Perrache - Genève, située sur le territoire de la commune de Leyment, dans le département de l'Ain, en région Auvergne-Rhône-Alpes. 
Le point d'arrêt est fermé au trafic voyageur.

## Situation ferroviaire
Établie à 231 mètres d'altitude, la halte (fermée) de Leyment est située au point kilométrique (PK) 46,511 de la ligne de Lyon-Perrache à Genève (frontière), entre les gares de Villieu-Loyes (fermée) et d'Ambérieu. Elle est le point de départ de l'embranchement ferroviaire allant vers le parc industriel de la Plaine de l'Ain.
La gare est située à l'écart du bourg de Leyment, près de la route départementale menant à Saint-Maurice-de-Rémens, non loin du camp militaire des Fromentaux. 
Il ne subsiste pas de bâtiment voyageurs. Seul un abri est préservé. La gare jouxte une laiterie-fromagerie artisanale, créée en 1926 et reprise en 2022 par la société laitière La Côtière,.

## Histoire
La gare est fermée dans les années 1980.
Il existe un projet de réouverture de la gare, destiné à soulager la fréquentation de la gare d'Ambérieu.